# Willa Ossowskiego w Toruniu
Willa Ossowskiego w Toruniu – biała willa znajdująca się przy ul. Stanisława Moniuszki 10 na Bydgoskim Przedmieściu w Toruniu.
Została ona zbudowana w 1925 roku według projektu bydgoskiego architekta Bronisława Jankowskiego. Jej pierwszym właścicielem był adwokat i działacz narodowy Paweł Ossowski. Ossowski wystąpił o pozwolenie na budowę w kwietniu 1925 roku, przygotowany plan uwzględniał budowę willi z garażem (nazwaną „stajenką”) na dwa samochody. Budynek nawiązuje do tzw. stylu dworkowego. Według lokalnej legendy Ossowski miał w testamencie przekazać willę na przedszkole, ochronkę lub sierociniec. Ossowski został rozstrzelany na przełomie października i listopada 1939 roku przez Niemców w Barbarce.
W 1946 roku willę wydzierżawił Uniwersytet Mikołaja Kopernika (UMK). Do 1976 roku w budynku założono katedry rzeźby i grafiki Wydziału Sztuk Pięknych. W 1976 roku UMK przekazała willę miastu na rzecz gmachów przy ul. Henryka Sienkiewicza 6/8 i Zygmunta Krasińskiego 75c. W następnych latach budynek został zmodernizowany i adaptowany na cele biurowe.